# Championnats du monde de gymnastique rythmique 2014
Navigation
Édition précédente Édition suivante
Les championnats du monde de gymnastique rythmique 2014, trente-troisième édition des championnats du monde de gymnastique rythmique, ont lieu du 22 au 28 septembre 2014 à Izmir, en Turquie.

## Podiums
| Épreuves                                          | Or | Argent | Bronze |
| ------------------------------------------------- | --- | --- | --- |
| Finales individuelles et par équipe               | | | |
| Ballon résultats détaillés                        | Yana Kudryavtseva Margarita Mamun                                                                                                   | - | Melitina Staniouta                                                                                                  |
| Cerceau résultats détaillés                       | Yana Kudryavtseva | Margarita Mamun                                                                                                   | Son Yeon-jae |
| Massues résultats détaillés                       | Yana Kudryavtseva | Margarita Mamun                                                                                                   | Ganna Rizatdinova                                                                                                   |
| Ruban résultats détaillés                         | Margarita Mamun | Yana Kudryavtseva                                                                                                 | Ganna Rizatdinova                                                                                                   |
| Concours général individuel résultats détaillés   | Yana Kudryavtseva | Margarita Mamun                                                                                                   | Ganna Rizatdinova                                                                                                   |
| Concours général par équipe résultats détaillés   | Russie Yana Kudryavtseva Margarita Mamun Aleksandra Soldatova                                                                       | Biélorussie Arina Charopa Katsiaryna Halkina Melitina Staniouta                                                   | Ukraine Viktoria Mazur Ganna Rizatdinova Eleonora Romanova                                                          |
| Finales en groupe                                 | | | |
| Groupe : 10 massues résultats détaillés           | Espagne Alejandra Quereda Flores Lourdes Mohedano Sanchez de Mora Elena Lopez Benaches Artemi Gavezou Castro Sandra Aguilar Navarro | Israël Ekaterina Levina Ida Mayrin Alona Koshevatskiy Karina Lykhvar Yuval Filo                                   | Biélorussie Ksenya Cheldishkina Maria Kadobina Maryia Katsiak Valeriya Pischelina Arina Tsitsilina                  |
| Groupe : 3 ballons + 2 rubans résultats détaillés | Russie Anastasiia Maksimova Diana Borisova Aleksandra Semenova Daria Avtonomova Maria Tolkacheva                                    | Bulgarie Mihaela Maevska-Velichkova Reneta Kamberova Tsvetelina Naydenova Tsvetelina Stoyanova Hristiana Todorova | Biélorussie Ksenya Cheldishkina Hanna Dudzenkova Maria Kadobina Maryia Katsiak Valeriya Pischelina Arina Tsitsilina |
| Concours général en groupe résultats détaillés    | Bulgarie Mihaela Maevska-Velichkova Reneta Kamberova Tsvetelina Naydenova Tsvetelina Stoyanova Hristiana Todorova                   | Italie Marta Pagnini Andreea Stefanescu Lodi Sofia Alessia Maurelli Arianna Facchinetti Camilla Patriarca         | Biélorussie Ksenya Cheldishkina Hanna Dudzenkova Maria Kadobina Maryia Katsiak Arina Tsitsilina                     |

## Tableau des médailles
| Rang  | Nation       | Or | Argent | Bronze | Total |
| ----- | ------------ | -- | ------ | ------ | ----- |
| 1     | Russie       | 8  | 4      | 0      | 12    |
| 2     | Bulgarie     | 1  | 1      | 0      | 2     |
| 3     | Espagne      | 1  | 0      | 0      | 1     |
| 4     | Biélorussie  | 0  | 1      | 4      | 5     |
| 5     | Israël       | 0  | 1      | 0      | 1     |
| 5     | Italie       | 0  | 1      | 0      | 1     |
| 7     | Ukraine      | 0  | 0      | 4      | 4     |
| 8     | Corée du Sud | 0  | 0      | 1      | 1     |
| TOTAL | TOTAL        | 10 | 8      | 9      | 27    |